# Monte Alto (Prealpi Bergamasche)
Il Monte Alto è una montagna di 1723 metri che si eleva nelle Prealpi Orobie.
La sua vetta si trova nel comune di Costa Volpino, del quale rappresenta il punto del comune con la maggiore altimetria.

## Caratteristiche
Il monte si presenta come un ottimo punto panoramico sul lago d'Iseo.

## Rifugi
Qualche decina di metri al di sotto della vetta, in località Piano del Palù, si trova un rifugio dedicato a Leonida Magnolini, Medaglia d'oro al valor militare.